# 2024. augusztusi kurszki területi betörés
2024. augusztus 6-án, a 2022 óta folyamatban lévő orosz invázió idején az ukrán fegyveres erők behatolást indítottak az oroszországi Kurszki területre és összecsaptak az orosz fegyveres erőkkel és az orosz határőrséggel. Oroszország szerint legalább 1000 katona lépte át a határt, harckocsik és páncélozott járművek támogatásával. A Hadtudományi Intézet szerint az ukrán erők két nap alatt 10 kilométernyit haladtak a Kurszki területen, és átvették az irányítást több település felett a Szudzsai járásban. A Kurszki területen rendkívüli állapotot hirdettek és orosz tartalékosokat szállítottak a térségbe. Az orosz hatóságok „terrorizmusellenes műveletet” indítottak a Kurszki, a Belgorodi és a Brjanszki területeken. Az ukrán hadsereg azt állította, hogy 1000 négyzetkilométernyi földet foglaltak el Oroszországtól egy hét alatt, miközben az orosz hatóságok is elismerték, hogy Ukrajna 28 települést foglalt el. Ukrajna 2024. augusztus 15-én katonai közigazgatást hozott létre az ellenőrzése alatt álló területen, melynek székhelye Szudzsa városa.
Az Ukrajna elleni orosz invázió kezdete óta az ukránbarát erők több kisebb behatolást is végrehajtottak Oroszországba, például 2023-ban a Belgorodi terület ellen. Ukrajna támogatta ezeket a szárazföldi betöréseket, de tagadta a közvetlen részvételét.
A kurszki betörés Oroszországot és Ukrajna szövetségeseit egyaránt meglepte. Ez a legjelentősebb határon átnyúló támadás a 2022-es invázió óta, és az első, amelyet elsősorban az ukrán reguláris erők hajtottak végre. A második világháború óta először veszített el harcban területeket Oroszország (ill. az akkori Szovjetunió).

## Háttér
A 2022. február 24-én kezdődött ukrajnai orosz invázióval párhuzamosan ukrán katonai csapások érték Oroszország szárazföldi részét. A fő célpontok a hadsereg bázisai, a katonai logisztika létesítményei, a vasút, a fegyveripar és az olajipar voltak. A támadások közül sok dróntámadás, tűzbombázás és vasúti szabotázs volt. Az ukrán titkosszolgálatok elismerték e támadások egy részét, másokat háborúellenes aktivisták hajtottak végre. Határokon átnyúló lövedékek, rakétacsapások és titkos rajtaütések is történtek Ukrajnából, főként a Belgorodi, a Kurszki és a Brjanszki területeken. Az ukrán székhelyű félkatonai szervezetek többször is behatoltak Oroszországba, elfoglaltak határ menti falvakat és harcoltak az orosz hadsereggel, például 2023-ban a Belgorodi területen. Ezeket az akciókat főleg orosz emigránsokból álló egységek hajtották végre. Bár Ukrajna támogatta ezeket a szárazföldi behatolásokat, tagadta közvetlen részvételét.
Valerij Geraszimov orosz katonai vezető állítólag figyelmen kívül hagyta azon hírszerzési figyelmeztetéseket, miszerint ukrán csapatok gyülekeztek az orosz-ukrán határ közelében.

## Az események menete

### Augusztus 6.
A jelentések szerint 2024. augusztus 6-án Oroszország légi és tüzérségi erőket vetett be a kurszki területen az ukrán határ elleni behatolás ellen. A harckocsikkal és páncélozott járművekkel felszerelt ukrán harcosok átléptek Oroszország területére. Az orosz védelmi minisztérium válaszul csapatokat és légiközlekedési egységeket küldött a térségbe. Oroszország szerint a behatolás körülbelül 300 ukrán katonát, 11 harckocsit és több mint 20 páncélozott harcjárművet érintett, és kétfelé irányult: Olesnya és Szudzsa irányába, Szumitól kelet-északkeletre és Nyikolajevo-Darjno felé, Szumitól észak-északkeletre. A jelentések szerint a csecsen Akhmat zászlóaljak reagáltak a rajtaütésekre.

### Augusztus 7.
Olekszij Goncsarenko ukrán parlamenti képviselő arról számolt be, hogy az ukrán erők elfoglalták a Szudzsa gázközpontot, amely az Urengoj–Pomari–Ungvár-gázvezetéket táplálja Európa többi része felé. Ezenkívül ivanicai harcokról is érkeztek jelentések, ez egy falu 24 kilométerre a határtól.

### Augusztus 8.
A RIA Novosztyi jelentése szerint négy ember halt meg az AFU által a területen végrehajtott támadások következtében, miközben a harcok harmadik napja folytatódtak. Jurij Podoljaka orosz hadiblogger azt mondta, hogy „a Szudzsa alapvetően elveszett számunkra”, és az ukrán erők Lgov felé nyomulnak.
Az ukrán erők ellenőrzésük alatt tartották Szudzsa nyugati részét és a környező utakat; a városban folytatódtak a csatározások.
Jelentések szerint a harci övezet 430 négyzetkilométerre bővült, és azt állították, hogy az ukrán erők behatoltak Mirnij településre. és átvették az irányítást Kazacsja Loknya, Bogdanovka, 1. Knyazsij és 2. Knyazsij falvakban. Összecsapások történtek Sznagoszty faluban is. Az ukrán katonák az ukrán határtól 35 kilométerre lévő területeken tartózkodtak.
A hírek szerint egy orosz katonákból álló konvoj megsemmisült egy HIMARS-csapás során Oktyabrszkoje faluban, miközben a Gluskovói járást és Kurszkot összekötő útvonalon haladt, áthaladva a Rilszki és Lgovi járásokon. Az utóhatásokról készült felvételeken 15 leégett katonai teherautó látható, benne holttestekkel. A NEXTA ukrán elemzőcsoport szerint „minden egyes teherautó 35 teljesen felszerelt katonát szállíthatott. A videón 14 megsemmisült jármű látható, ami arra utal, hogy az orosz hadsereg egyetlen éjszaka alatt 200-490 katonát veszíthetett a csapások miatt... Ez lehet az egyik legnagyobb egyszeri veszteség az orosz hadsereg számára a teljes körű háború kezdete óta”. Egy orosz Telegram-csatorna ezt írta: „Az oszlop megjelenéséből ítélve körülbelül a fele meghalt. Ez az egyik legvéresebb és legmasszívabb csapás (valószínűleg Himars) az egész háború során.”

### Augusztus 9.
Az orosz légicsapásokra számítva 20 000 embert evakuáltak a Szumi területről.  Az orosz erősítések, amelyek közül sok az orosz–ukrán határ körül már telepített egység volt, továbbra is érkeztek a frontvonal közelébe a Kurszki területre, ahol a harcok továbbra is Szudzsa felett folytak. Orosz hadibloggerek azt állították, hogy Oroszország elfoglalta Lukasivka határ menti falut a Szumi területen, miközben Ukrajna állítólag kisebb behatolást hajtott végre egy új irányba, Kucserov határ menti falu felé irányítva, de nem foglalta el.
Augusztus 9-re az orosz erők visszafoglalták Szagoszty falut, és északon visszaszorították Ukrajnát Malaja Loknya faluba a miljutinói és generalovkai állásaiból. A CEIP vezető munkatársa, Dara Massicot körülbelül 10 000–12 000 főre becsülte a Kurszk megyében tartózkodó ukrán katonák számát, amely négy-öt ukrán dandárból áll.

### Augusztus 10.
Csatákat jelentettek a Korenyevo melletti Olgovkában, az Ivaskovszkoje tanyán és Malaja Loknyában.
Az orosz fegyveres erők azt állították, visszaszerezték az irányítást a Szudzsától keletre fekvő Mahnovka falu felett. A jelentések szerint a harci zóna 650 km2nyire bővült.

### Augusztus 11.

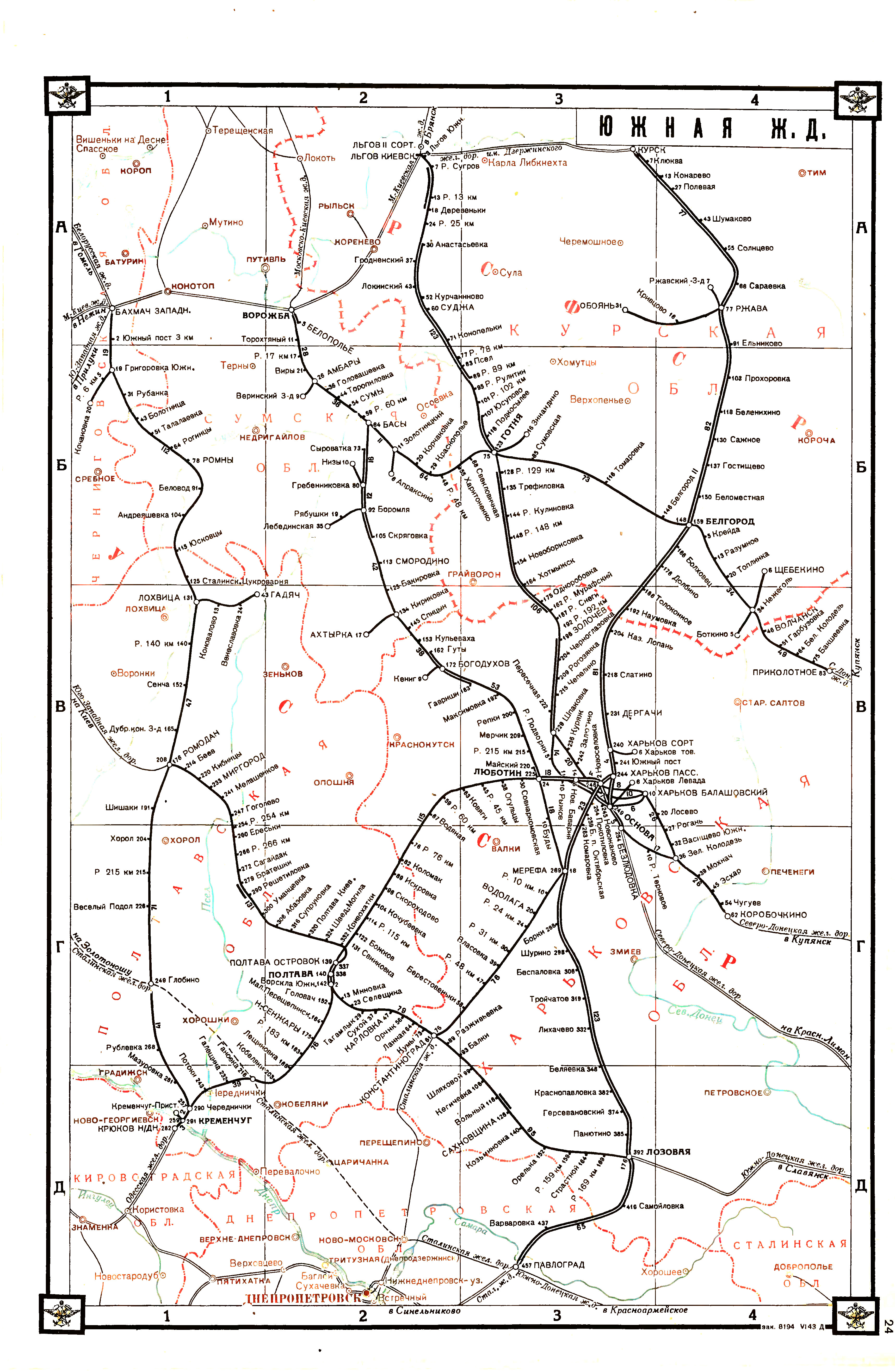
Az 1943-as ukrán vasúti térkép Szudzsát mutatja az A2 kvadránsban, a 60-as km-nél a Lgov–Gotnya–Zolocsiv-fővonalon Harkivba

Augusztus 11-én éjjel az ukrán fegyveres erők behatoltak a Szudzsai járástól délkeletre fekvő Belajai járásba, amit a járás vezetője és a terület kormányzója is megerősített. A járás vezetője arra kérte a kitelepülteket, hogy ne térjenek vissza.
A Projekt szerint a harci övezet területe 720 km2-nyire nőtt.

### Augusztus 12.
Az orosz hatóságok megerősítették, hogy az ukránok megszerezték az ellenőrzést legalább 28 település felett, míg az ukránok azt állították, 44 települést tartanak az ellenőrzésük alatt, további 10-ben pedig harcok folyak. Az ukrán fegyveres erők főparancsnoka, Olekszandr Szirszkij azt nyilatkozta, Ukrajna erői több mint 1000 km2-nyi orosz területet birtokolnak.

### Augusztus 13.
Putyin Alekszej Djumint bízta meg Kurszk megye védelmével. Oroszország azonnali rendkívüli ülés összehívását kérte az ENSZ Biztonsági Tanácsától. Ukrajna szerint "viszonylag kis" számú orosz katonát telepítettek át Zaporizzsjából és Herszonból Kurszkba, de továbbra is folytatták az offenzívát. Volodimir Zelenszkij ukrán elnök esti beszédében elmondta, erőik nagyjából 1000 négyzetkilométernyi területet és 74 települést irányítanak Kurszk megyében.
Laurynas Kasčiūnas litván védelmi miniszter Zelenszkijvel folytatott megbeszélésen azt állította, hogy Oroszország áthelyezte csapatainak egy részét balti kalinyingrádi exklávéjából Kurszkba, anélkül, hogy további részletekbe bocsátkozott volna.
Az orosz védelmi minisztérium azt állította, hogy meghiúsított ukrán támadásokat a Korenyevói járásban Obscsi Kolodez, Kaucsuk, Alekszejevszkij és Sznagoszty falvak közelében, valamint a Szudzsai járásban Martyinovka irányában, valamint Korenyevo, Olesnya, Nyikolajevo-Darjino, Szudzsa és Mihajlovka területein.

### Augusztus 14.
Ukrajna állítólag három irányba próbált előrenyomulni: Szudzsától keletre Belica falu és a szomszédos Girji település felé, északra Lgov felé, és északnyugatra Korenyevo felé a Rilszk felé vezető úton. Heves csatát jelentettek Kaucsuk település közelében, mintegy 30 kilométerre Lgovtól. Az orosz erők új árkokat ástak Lgovtól délre és Csermosnojban. Az ukrán erők állítása szerint, 1-2 kilométert haladtak előre, és befejezték Szudzsa mentesítését.
Az ukrán csapatok behatoltak Kamisznoje faluba, ahol városi csatát jelentettek. Szmirnov kormányzó elrendelte Gluskovo városának evakuálását.
Az ukrán hadsereg azt állította, hogy lelőtt egy Szu-34-es repülőgépet a Kurszki terület felett.

### Augusztus 15.
Oroszország bejelentette a Kurszki terület Gluskovói járásának evakuálását.
Az orosz védelmi minisztérium csütörtökön közölte, hogy az orosz erők ismét az ellenőrzésük alá vonták Krupec falut.

### Augusztus 16.
Gluskovóban a Szejm folyón átívelő nagy közúti hidat az ukrán hadsereg lerombolta, körülbelül 50 kilométerre nyugatra az Ukrajna által akkor ellenőrzött orosz területtől. A híd elvesztése akadályozhatja a kerületben élő ~20 000 civil evakuálását.

### Augusztus 17.
Az orosz erők állítólag felrobbantottak két hidat Tyotkino és Popovo-Lezsacsi települések közelében, miután visszavonultak a Szejm folyó jobb partjáról a térségben. Valószínűleg ukrán kézre került Otruba falu is.
Az ukrán hadsereg állítása szerint az ellenőrzésük alá került Korenyevo település, az orosz MOD azonban vitatottnak nevezte a helyzetet.

### Augusztus 18.
Az 501. Különálló Haditengerészeti Gyalogzászlóalj tengerészgyalogosai videót tettek közzé, amelyen letépik az orosz zászlót Apanaszovka település önkormányzati épületéről.

### Augusztus 19.
Az ukrán hadsereg megsemmisítette a Szejm folyó harmadik, egyben utolsó hídját a Kurszki terület Korenyevói körzetében, ami egy hozzávetőleg 700 km²-es területen az orosz erők kimerüléséhez vezethet.

### Augusztus 20.
Az ukrán fegyveres erők először mutattak hivatalos térképet az ukrán csapatok által megszállt kurszki területekről. Összesen 1263 km²-t foglaltak el.
Déli irányban az ukrán hadsereg előrenyomult Novoivanovka és Hulbaki falvak felé, de ezeket a településeket még nem ellenőrzik. Korenyevóban, északkeleten, a térkép szerint, az ukrán fegyveres erőket délről és keletről ostromolják. Az ukránok északkeletre haladtak Alekszandrovka felé, amely körülbelül 6 kilométerre van Korenyevótól. A vezérkar térképe azt mutatja, hogy a Szudzsa – Kurszk – Martyinovka út mentén fekvő települést, amely Szudzsától 8-9 kilométerre északkeletre található, az ukrán fegyveres erők ellenőrzik.
A régió déli részén az ukrán fegyveres erők elfoglalták Plehovót. A térkép szerint a feltételes frontvonal Borki falu területén halad. Két további település – Ocseretjanye és Girji – továbbra is orosz ellenőrzés alatt áll. Összességében Szirszkij szerint az ukrán fegyveres erők már 93 települést ellenőriznek a Kurszk régióban.

## Kapcsolódó események

### Lipecki terület
Augusztus 9-én hajnali 3 óra körül a Lipecki területen, a Kurszkkal szomszédos Lipetsk-2 repülőteret megtámadta egy UAV, a lakosok videókat tettek közzé egy erős robbanásról. A hatóságok rendkívüli állapotot hirdettek és négy falut kiürítettek. Ukrajna tájékoztatása szerint a támadás idején 700 irányított légibomba és orosz katonai repülőgép volt a repülőtéren, az UAV-ok pedig ilyen légibombákkal raktárakat és számos egyéb objektumot találtak el a repülőtér területén. A támadásban legalább hat ember megsérült.

### Belgorodi terület
Augusztus 9-én az orosz hatóságok azt közölték, hogy egy ember meghalt egy a határ menti Sebekino város elleni légitámadásban, két ember megsebesült, valamint kilenc lakóház, 18 ház és 10 jármű megrongálódott. Augusztus 10-én reggel a Z-publics, valamint az ukrán katonai Telegram csatornák is arról számoltak be, hogy az ukrán fegyveres erőknek sikerült átvenniük az irányítást Poroz falu felett a Belgorodi területen.  Vjacseszlav Gladkov kormányzó augusztus 14-én rendkívüli állapotot hirdetett ki a megyében. Augusztus 16-ig az ukrán behatolás hat mérföldnyire behatolt a megyébe, és több pozíciót is elfoglalt, de heves harcok zajlottak, amelyek mindkét oldalon súlyos veszteségekkel jártak.

### Fehérorosz-ukrán határ
Fehéroroszország augusztus 10-én bejelentette, hogy egy Iskander rakétát, egy Polonez MLRS-t és a különleges erőket az Ukrajnával határos területekre szállítja. Ezt a bejelentést Alekszandr Lukasenko elnök nyilatkozatai követték a fehérorosz légtér felett lelőtt ukrán drónokról. Andrij Kovalenko, az Ukrán Nemzetbiztonsági és Védelmi Tanács Dezinformáció Elleni Elleni Központjának vezetője úgy értelmezte Minszk akcióit, mint Oroszország megsegítését, és az ukrán parancsnokság figyelmét a fehérorosz irányra terelve.
Augusztus 11-én a fehérorosz védelmi minisztérium bejelentette, hogy harckocsijait az ukrajnai határhoz szállítja, hogy megerősítse az ottani csapatait.

## Reakciók

### Oroszország
Az orosz védelmi minisztérium eredetileg augusztus 6-án azt állította, hogy a támadást visszaverték. A minisztérium közölte: „az ukrán szabotázscsoport veszteségek elszenvedése után a saját területére vonult vissza, míg a harcosok egy része az államhatárral szomszédos területen próbált pozíciót kialakítani, ahol az orosz hadsereg egységei blokkolták őket”. Vlagyimir Putyin elnök „nagyszabású provokációnak” minősítette az AFU kurszki területre való behatolását. Azzal vádolta a „kijevi rezsimet”, hogy „különféle fegyverekkel, köztük rakétákkal lőtt válogatás nélkül polgári épületekre, házakra és mentőautókra”. Putyin kijelentette, hogy tervezi találkozni a biztonsági szervek, a védelmi minisztérium és a Szövetségi Biztonsági Szolgálat (FSZB) vezetőivel.
Dmitrij Medvegyev volt elnök, Oroszország Biztonsági Tanácsának alelnöke nyilatkozatot adott ki, amely szerint a behatolás miatt „Ez [a háború] már nem csupán egy hadművelet hivatalos területeink visszafoglalására és a nácik megbüntetésére. Lehetséges és szükséges is elmenni a még létező Ukrajna földjére Odesszába, Harkovba, Dnyipropetrovszkba, Kijevbe és tovább”, és hogy „a jelenlegi katonai hadjárat is Oroszország feltétlen győzelmével fog véget érni”.
Miután a hírek szerint egy HIMARS-csapás megsemmisített egy orosz zászlóaljat augusztus 8-ról 9-re virradó éjszaka, számos orosz hadiblogger felháborodással reagált. Sokan a hadoszlop mozgatását engedélyező parancsnokok megbüntetését kérték, például Roman Alehine orosz katonai elemző azt írta, hogy "kivégzésekre van szükség". Eközben a „The Two Majors” blog azt írta, hogy "akia hadoszlop mozgatására vonatkozó parancsot kiadta... azt a háborús törvények szerint kell elítélni". A „Tizenharmadik” csatorna, amely kapcsolatban áll a Wagner-csoporttal, „agyatlan lényeknek” nevezte a felelősöket. "A háború harmadik évében még egy majmot is ki lehetett képezni, de nem néhány [orosz] védelmi minisztériumi vezérkari vezért, aki parancsot adott egy ilyen öngyilkos felvonulásra a frontövezetben".
Augusztus 11-én Maria Zaharova, az orosz külügyminisztérium szóvivője kijelentette: „A kijevi rezsim folytatja terrorista tevékenységét azzal az egyetlen céllal, hogy megfélemlítse Oroszország békés lakosságát”, és hogy a behatolásnak „katonai szempontból nincs értelme”.

### Ukrajna
A betörés első napján Andrij Kovalenko, az Ukrajna Dezinformáció Elleni Központ vezetője cáfolta azokat az orosz állításokat, amelyek szerint a helyzetet a határon ellenőrzés alatt tartják, és azt válaszolta: „Oroszország nem ellenőrzi a határt”. Volodimir Zelenszkij elnök tanácsadója, Mihajlo Podoljak elismerte az augusztus 8-i behatolást, de Ukrajna szerepét nem. Podoljak azt mondta, hogy ez egy lehetőség, hogy megtudja, hogyan vélekednek a hétköznapi oroszok kormányukról, de nem valószínű, hogy „virágokkal jönnének ki, hogy köszöntsék a Putyin-ellenes tankokat”.
Zelenszkij elnök először egy augusztus 10-ei esti beszédében ismerte el, hogy Ukrajna erői is részt vesznek. „Ukrajna bebizonyítja, hogy valóban képes helyreállítani az igazságosságot, és pontosan azt a nyomást biztosítja, amelyre szükség van – nyomást gyakorol az agresszorra”. Zelenszkij augusztus 12-én kijelentette, hogy „Oroszországot békére kell kényszeríteni”, hozzátéve: „Oroszország háborút vitt másokhoz, ez most hazajön”. Kijelentette, hogy a támadás Ukrajna biztonsági kérdése, és csapatai olyan területeket foglaltak el, amelyekről Oroszország számos csapást mért.
Heorhij Tyikhij, az ukrán külügyminisztérium szóvivője kijelentette, hogy "Oroszországgal ellentétben" Ukrajna nem érdekelt szomszédja területének elfoglalásában. Azt mondta, "a művelet célja népünk életének megmentése és Ukrajna területének megvédése az orosz csapásoktól". Tyikhij hozzátette: "minél hamarabb vállalja Oroszország az igazságos béke helyreállítását... annál hamarabb leállnak az ukrán védelmi erők Oroszországba irányuló rajtaütései".
Augusztus 14-én Zelenszkij kijelentette, hogy nem zárható ki polgári közigazgatási szervek létrehozása a kurszki területen, Irina Verescsuk miniszterelnök-helyettes pedig azt mondta, hogy az ukrán hadsereg „biztonsági zónát” hoz létre orosz területen az ukrán határ menti területek védelme érdekében. hogy humanitárius műveleteket és evakuációs folyosókat is kialakítanak a civilek számára Ukrajnába és Oroszországba egyaránt.

### Amerikai Egyesült Államok
A Fehér Ház közölte, hogy magyarázatot kér Ukrajnától a behatolást illetően, hozzátéve, előzetesen nem volt tudomása a támadásról. Augusztus 8-án Sabrina Singh, a Pentagon sajtótitkár-helyettese kijelentette, hogy a behatolás összhangban van az Egyesült Államok fegyverhasználati politikájával. John Kirby, az Egyesült Államok Nemzetbiztonsági Tanácsának szóvivője augusztus 12-én felszólította Putyint, hogy vonja ki erőit Ukrajnából, ha „nem tetszik neki" az ukrán behatolás a kurszki területre. Augusztus 13-án Joe Biden elnök kijelentette, hogy az ukrán bevonulás "egy igazi dilemmát teremtett" Putyinnak.

### Németország
Válaszként a kurszki betörésre a német külügyminisztérium augusztus 9-én kijelentette, hogy a Németországból Ukrajnába szállított fegyverek Ukrajna tulajdonába kerülnek, és fegyveres erői szükségük és belátásuk szerint használhatják. A német külügyminisztérium továbbá kijelentette, hogy Ukrajna önvédelemhez való jogát a nemzetközi jog rögzíti és nem korlátozódik saját területére.
Marcus Faber, a Bundestag védelmi bizottságának elnöke a betörés első napjaiban azt nyilatkozta a német médiának, hogy Ukrajna szabadon felhasználhat "minden rendelkezésre álló anyagot", beleértve a Leopard 2 szállítmányokat is. Augusztus 11-én Twitter-üzenetében azt állította: a behatolás arra kényszerítette Oroszországot, hogy erőket mozdítson el a keleti frontról, csökkentve az ottani nyomást, és ez pedig alkalmat adott a további Leopard 2 szállítások megvitatására.

### Kína
A kínai külügyminisztérium kijelentette, hogy minden félnek „be kell tartania a három alapelvet a helyzet enyhítésére, melyek nevezetesen, hogy ne tágítsák ki a csatateret, ne fokozzák a harcot, és ne szítsák a lángokat egyik fél részéről sem”, Peking pedig továbbra is fenntartja a kapcsolatot nemzetközi közösséget és konstruktív szerepet játszanak az „ukrán válság” politikai elrendezésének előmozdításában.

### Szervezetek
A Szabad Oroszország Fórum Tanácsa üdvözölte az ellenségeskedés orosz területre való áthelyezését, és részvétét fejezte ki a Kurszki terület elleni támadásban elhunyt civilek családtagjainak és barátainak.
A Nemzetközi Atomenergia Ügynökség vezetője, Rafael Grossi a Kurszki Atomerőmű közelében zajló harcokról szóló augusztus 10-ei jelentések nyomán felszólította Oroszországot és Ukrajnát, hogy gyakoroljanak „maximális önmérsékletet” a nukleáris baleset elkerülése érdekében.

## Elemzés
A 2024. augusztusi behatolás volt az első olyan eset a második világháború óta, amikor orosz területeket külföldi erők szállták meg. A behatolást „második kurszki csatának” is nevezték, utalva az 1943-as csatára ugyanazon régióban. A betörés a korábbi szárazföldi razziáknál is nagyobb, a reguláris ukrán erőkből legalább két dandár vesz részt benne. Ezek az erők gépesítettek, rendkívül mozgékonyak és jelentős légvédelemmel rendelkeznek. Úgy tűnik, a behatolás meglepte Oroszországot. A Hadtudományi Intézet orosz forrásokra hivatkozva azt állította, az ukránok "újszerű és innovatív taktikát" alkalmaznak:, a kis páncélosok megkerülik az orosz védelmet, hátba csapnak, majd visszavonulnak. A Forbes egy "új típusú hadviselésről" számolt be, ahol az első lépés az orosz drónok semlegesítése fizikai támadásokkal és zavarásokkal, melyek a rádiókommunikációt is érintik. Ezután a nagy pontosságú, rajokban dolgozó drónok megtámadják az orosz erőket. Végül ukrán csapatok vonulnak be, hogy biztosítsák a lövészárkokat, a rádiózavarókat előrehozzák, és a ciklus megismétlődik.
Az ukránok meglepetésszerű offenzívája az orosz határvidéken, Kurszkban azt sugallja, hogy megpróbálják elmozdítani a lendületet Oroszország ellen. Az oroszok stratégiája a frontvonalak kiterjesztése, különösen a Harkiv körüli harcok fokozódásával, Ukrajna pedig erre nehezen tudott reagálni. Rob Lee, a Külpolitikai Kutatóintézet Eurázsia programjának vezető munkatársa szerint ez az offenzíva tovább feszítette Ukrajna haderejét, csökkentve tartalékaikat, hogy ellensúlyozzák az orosz előrenyomulást Pokrovszk, Csasziv Jar és Toreck felé. Augusztus 10-én Ukrajna bejelentette, hogy június 10. óta a legalacsonyabb számú "harci beavatkozást" regisztrálta a területén, amit egyes megfigyelők annak jeleként tekintettek, hogy a behatolás enyhülést hozott az ukrán erőknek.
Mick Ryan nyugalmazott vezérőrnagy szerint több lehetséges célja is lehet a bevonulásnak. Taktikai szinten az orosz erők lefoglalása és megsemmisítése, hadműveleti szinten az orosz erők elvonása Donyeckből, és általában Oroszország arra kényszerítése, hogy gondolja át a hadrendjét. Más célok inkább magához a terephez kapcsolódhatnak, mint például a kurszki atomerőmű, valamint a kulcsfontosságú utak és vasutak. Végül stratégiai szinten az orosz támadó lendület lassítása, a narratíva és az elkerülhetetlen győzelemről szóló orosz beszédpontok ellensúlyozása, valamint az ukrán morál fellendítése.
Matthew Savill, a Royal United Services Institute (RUSI) hadtudományi igazgatója azt állította, az ukrán behatolás Oroszországba "az első ilyen léptékű, hagyományos erőkkel, nem pedig meghatalmazotti [vagy] ellenállási csoportokkal" végrehajtott betörés. Azt is értékelte, hogy a Kurszkba és Belgorodba irányuló korábbi razziákat az orosz gyenge pontok felkutatására szánták, és hogy ezen rajtaütés általános célja Oroszország azon képességének megszüntetése, hogy több katonát vessenek be a harkivi fronton. Szerinte "nem valószínű, hogy Ukrajna magát Kurszkot, vagy Oroszország hatalmas területeit fogja próbálni megtartani."
Nico Lange, a német szövetségi védelmi minisztérium volt vezérkari főnöke kijelentette, hogy a behatolás valószínűleg "a tárgyalási kedv előremozdulását teremti, illetve segítséget nyújt más frontvonalakon", de nem valószínű, hogy az ukrán erők sokáig tartanának meg területet Kurszkban.
Roman Polko nyugalmazott lengyel tábornok, a különleges erők egykori parancsnoka kijelentette, "jó, hogy Ukrajna olyan lépéseket tesz, melyekkel meglepik az oroszokat", és hogy "Ukrajna védekező helyzetben van, nem tud olyan hadműveletet végrehajtani, amellyel Oroszországot kiszorítaná megszállt régiókból, de aktívan védekezik”. Szerinte „nem engedhető meg, hogy az oroszok kényelmesen előkészítsenek újabb támadásokat”.
Andreas Umland politikai elemző szerint az offenzíva gyorsabban véget vethet a háborúnak. Megjegyzi, Ukrajna szövetségesei szigorúan korlátozták az Ukrajnába küldött fegyverfajtákat és azok megengedett hatótávolságát, attól tartva, hogy átlépik a Kreml "vörös vonalait" és kirobbantják a harmadik világháborút. Az egyik ilyen vörös vonal az volt, hogy „a háború nyugati fegyverekkel való Oroszországba vitele”. Umland arra a következtetésre jut, hogy "a kurszki hadművelet hatása és céljának egy része lehet, hogy ismét bebizonyítsa a vörös vonallal kapcsolatos érvek tévességét". Hozzátette, ha az ukrán erők meg tudják tartani az orosz területet, az "erősítheti Ukrajna befolyását az esetleges tárgyalásokon". Hasonlóképpen, Peter Dickinson, az Atlantic Council képviselője is azt nyilatkozta, hogy az offenzívával "sikerült Vlagyimir Putyin vörös vonalait teljesen kigúnyolódni". Dickinson azt írta, hogy a Nyugat "több, mint két éve lassú katonai segélyeket folyósított Ukrajnának, mert félt, hogy provokálja Putyint", de hangsúlyozta, hogy "Putyin jellemzően gyenge válasza a kurszki offenzívára" azt mutatja, "nincs több kifogás Kijev azon képességének korlátozására hogy megvédje magát", és hogy "a háború befejezésének leggyorsabb módja Ukrajna győzelemre való felfegyverzése".

## Megszűnése
A 2025. február 28-iki washingtoni Trump–Zelenszkij találkozó feszült hangulatban zajlott. Ezután pár nappal Trump leállította az Ukrajnának küldött fegyverszállítmányokat és a hírszerzési információk megosztását is.
2025. március elejére az orosz és észak-koreai erők három oldalról körülvették Szudzsát. Katonai szakértők becslései szerint akár egy 70 ezer fős orosz hadsereg is felállhatott a város visszafoglalására – köztük mintegy 12 ezer észak-koreai katonával. Március 7-én áttörtek egy ukrán védelmi vonalat a várostól délre, és megpróbálták elvágni a visszavonulásuk útvonalát. Közben egy orosz különleges alakulat több mint 600 katonája a Potok (Áramlat) hadművelet keretében egy gázszállító csővezetéken 15 km-t kúszva bejutott a város központjába az ukrán védelmi vonalak mögé. Az oroszok így meglepték az amerikai hírszerzési információkat nélkülöző ukránokat. Az ukránok megkezdték a visszavonulást. Március 11-én amerikai-ukrán tárgylások kezdődtek a szaúd-arábiai Dzsiddában, hogy rendezzék a két ország közötti viszonyt. Március 12-re az oroszok visszafoglalták Szudzsát, továbbá Melovoj és Podol falvakat, majd Sztaraja Szorocsina, Malaja Loknya, Cserkasszkoje Porecsnoje, Martinyovka és Mihajlovka falvakat is, ezután a Szumi terület irányában átlépték a határt. Az oroszok nem kerítették be az ukrán csapatokat, de a visszavonulást rengeteg orosz drón nehezítette.